# Prometeo-Cristo cayendo
Prometeo–Cristo cayendo, o simplemente Cristo cayendo es una escultura de bronce esculpida por el escultor colombiano Rodrigo Arenas Betancourt emplazada desde 1968 en el centro del Bloque Administrativo (16) de la Ciudad Universitaria de Medellín. La escultura representa a Cristo atravesado por una flecha, con heridas en las rodillas y perforaciones en sus manos y pecho; y al ser inaugurada con el campus, es contemporánea al Hombre creador de energía, ubicado en la Plazoleta Central.
La obra como tal fue realizada por correspondencia ya que Arenas Betancourt se encontraba en México y fue su aprendiz Alonso Ríos Vanegas quien terminó ejecutándola. Según éste, la obra representa el cambio de la iglesia.